# Destiny (Tiziana Rivale)
Destiny è un concept album della cantante italiana Tiziana Rivale pubblicata dall'etichetta musicale RCA.

## Tracce
Lato A
1. Destiny (Rivale, A. Talocci)
2. Answer of love (Rivale, A. Talocci)
3. Rough diamond (Rivale, A. Talocci)

Lato B
1. From my heart (Rivale, A. Talocci)
2. Thunderstorm (R. Spellman, A. Talocci)
3. In your eyes (D. Hill, M. Masser)
4. Once in my life (Rivale, A. Talocci)
5. Why not (preview) (A. Talocci)